# Rasbora laticlavia
Rasbora laticlavia är en fiskart som beskrevs av August Siebert och Richardson, 1997. Rasbora laticlavia ingår i släktet Rasbora och familjen karpfiskar. Inga underarter finns listade i Catalogue of Life.